# 叶宪祖
叶宪祖（1566年—1641年），字美度，一字相攸、号六桐，解园居士、紫金道人等，浙江余姚人，晚明剧作家、戏曲家，吴江派代表人物。

## 生平
少年好学，万历二十二年（1594年）中甲午科举人，万历四十七年（1619年）方登己未科进士。工部觀政，官廣東新會縣知縣，因政绩显著，升调至北京任御史。与东林党人黄尊素儿女亲家，遭奸臣魏忠贤排斥，降为大理寺评事，转工部主事，升员外郎，因阻止在长安街建魏忠贤生祠，遭革官撤职回乡。
崇祯帝即位后，朝廷再次起用叶宪祖。叶宪祖历南京刑部主事、郎中，崇祯四年（1631年）升四川顺庆府知府，七年升湖廣辰州兵备副使，沅州兵备副使，轉四川参政、广西按察使，皆未任。

## 作品
叶宪祖已知著有传奇七种，杂剧二十四种。
现存传奇有《鸾篦记》（代表作品）、《金锁记》。
杂剧有《夭桃纨扇》、《碧莲绣符》、《丹桂钿盒》、《素梅玉蟾》、《骂座记》、《易水寒》、《北邙说法》、《团花凤》、《寒衣记》、《生死缘》、《玉麟记》、《琴心雅调》、《渭塘梦》等。

## 文学
叶宪祖创作高峰在万历时期，创作了大量的传奇、难剧。叶宪祖的戏剧多有男女爱情的描写，有浓厚的晚明文学特色。
其中成语“诗酒朋侪”，出典自叶宪祖《鸾鎞记》第二齣：“同消遣，诗酒朋侪尽堪尽日盘桓”句。

## 遗存
浙江余姚城内“抑抑堂”。
叶宪祖杂剧《渭塘梦》 一本四折，今藏日本内阁文库。

## 家族
曾祖父葉景賢，號半軒，封工部郎中；祖父葉選，號後皋，嘉靖戊戌進士，官工部部中；父葉逢春，嘉靖乙丑進士，官郧阳府知府；母吴氏，封宜人。元配邵氏，佥事邵夢弼之女；贈恭人；继娶梁氏，参將梁仲海之女，封恭人。子四人：崧年、岱、華滋、衡任。女婿黄尊素、邹光绳、陈相周。